# Da dou ron ron
Albums de Johnny Hallyday
L'Idole des jeunes (33 tours 25cm)
(1963) D'où viens-tu Johnny? (33 tours 25cm)
(1963)
Da dou ron ron est le huitième 33 tours 25cm (le cinquième chez Philips) de Johnny Hallyday, sorti le 27 septembre 1963.

## Autour du disque
Référence Originale : Philips B76576
La chanson Da dou ron ron est l'adaptation française du titre Da Doo Ron Ron par le groupe américain The Crystals.

## Titres
| 1. | Da dou ron ron (Da Doo Ron Ron)                            | Georges Aber (adaptation)                 | Ellie Greenwich, Phil Spector, Jeff Barry |      |
| 2. | Quitte moi doucement (Break It to Me Gently (en))          | Ralph Bernet (adaptation)                 | Diane Lampert, Joe Seneca                 | 2:34 |
| 3. | Je ne danserai plus jamais (I Il Never Dance Again)        | Jean-Michel Rivat (adaptation)            | B. Mann, M. Anthony                       |      |
| 4. | Dis-moi oui (We Say Yeah)                                  | Claude Carrère, Ralph Bernet (adaptation) | Peter Gormley, Bruce Welch, Hank Marvin   | 2:10 |
| 5. | Les bras en croix                                          | Jil et Jan                                | Johnny Hallyday                           | 2:15 |
| 6. | Comme une ombre sur moi (Black Cloud)                      | Ralph Bernet, F. Dial (adaptation)        | B. Brook                                  |      |
| 7. | Douces filles de seize ans (Sweet Little Sixteen)          | Ralph Bernet (adaptation)                 | Chuck Berry                               |      |
| 8. | Quand un air vous possède (When My Little Girl Is Smiling) | Georges Aber (adaptation)                 | Gerry Goffin, Carole King                 | 2:21 |

## Classements hebdomadaires
| Classement (2003) | Meilleure position |
| ----------------- | ------------------ |
| France (SNEP)     | 56                 |

1. ↑  Lescharts.com – Johnny Hallyday – Da dou ron ron. SNEP. Hung Medien.